# كثير بن العباس
كَثِير بن العباس بن عبد المطلب، ابن عم رسول الله.

## حياته
هو كَثِير بن العباس ابن عبد المطلب بن هاشم بن عبد مناف بن قصي، وأُمُّه أم ولد، وهي رومية، وتسمى سبأ، وقيل: أمُّه حميرية، ويُكنى أبا تمام. ولد كثير سنة عشر قبل وفاة النبي بأَشهر، وقيل: وُلد سنة عشر من الهجرة، وقيل بل ولد قبل سنة ثمانية للهجرة. وكان كثير فقيهًا زكيًا فاضلًا جليلًا عابدًا سيّدًا صالحًا.
قال أبُوَ عَلِيِّ بْنِ السَّكَنِ: أدركَ النبي وهو صغير ولم يصح سماعه منه. وذكره ابْنُ سَعْدٍ في الطبقة الرابعة من الصحابة، وقال: ولم يبلغنا أنّ كثيرًا رَوَى عن رسول الله، شيئًا، وكان رجلًا فقيهًا صالحًا ثقة قليل الحديث. وقد ذكره الخطابي في كتاب «من روَى عن النبي هو وأبوه»؛ وقال: قالوا: رأى النبي. وقال ابن حبان: كان رجلًا صالحًا فاضلًا فقيهًا. وقال ابن حجر العسقلاني: صحابي صغير. وقال يعقوب بن شيبة: يعد في الطبقة الأولى من أهل المدينة، ممن ولد على عهد النبي. وقال الذهبي: تابعي يروي عن أبيه وغيره، وكان فقيها، جليلا، صالحا، ثقة، له عقب. وجاء في هامش معجم أنصار الحسين: أنه ربما كان من أصحاب علي بن أبي طالب. وقال ابن قدامة: لا صحبة له.
وقال البلاذري: وكان ينزل بقريش على فراسخ من المدينة، فيأتي المدينة في كل جمعة وينزل دار أبيه العباس فإذا صلى انصرف، وقال محمد مهدي الخرسان: «أمّا عن إخوته -أي أخوة ابن عباس- فهم على تفاوت في الحال والتفاضل في الأعمال، فمنهم الفاضل في عمله وسلوكه كالفضل، وقثم، وكثير......».
روى يزيد بن أَبي زياد، عن العباس بن كثير بن العباس عن أَبيه قال: كان رسولُ الله يجمعنا أَنا وعبد اللّه وعبيد اللّه وقُثَم، ويفرج يديه هكذا، ومدّ باعه، ويقول: «مَنْ سَبَقَ إِلَيَّ فَلَهُ كَذَا». قال ابن الأثير الجزري: «وفي هذا الحديث نظر، فإِن من يكون مولده قبل وفاة رسول الله صَلَّى الله عليه وسلم بأَشهر، كيف يكون هكذا؟ والله أَعلم.».
وأخرج أبُو عَلِيَّ بْنُ السَّكَنِ، وابن منده، مِنْ طريق صباح بن يحيى، عن يزيد بن أبي زياد، عن العباس بن كثير بن العباس، عن أبيه؛ قال: كان النبي يجمعنا أنا وعبد الله وقثم وآخر فيفرج بين يديه ويقول: «مَنْ سَبَقَ فَلَهُ كَذَا...» الحديث.
وخالفه جرير بن عبد الحميد، فقال: عن يزيد بن عبد الله بن الحارث؛ قال: كان النبي يصفّ عبد الله وعبيد الله وكثيرًا أولاد العباس، ويقول: «مَنْ سبق فله كذا». وهذا أقوى من رواية صباح.
وروى ابن قانع قال: حدثنا إسحاق بن مروان، نا أبي، نا عبيد بن خنيس، نا الصباح بن يحيى المزني، عن يزيد بن أبي زياد، عن العباس بن كثير، عن أبيه قال: كان رسول الله ﷺ يجمعنا أنا وعبد الله، وعبيد الله، ويمد، باعه، ويقول: «من يسبق إلي فله كذا وكذا»، فنستبق، فيقع هذا على بطنه، وهذا على فخذه، «فيأخذه فيقبله».
وعن أبي الأصبع السلمي قال: سمعت كثير بن العباس، أخا عبد الله بن عباس، يقول: «لا تفوت صلاة حتى يؤذن بالأخرى».
وقال أبو الوليد الباجي: «كثير بن العباس بن عبد المطلب بن هاشم بن عبد مناف المدني أخو عبد الله والفضل وقثم وعبيد الله أخرج البخاري في الكسوف عن الزهري عنه عن أخيه عبد الله بن عباس مقرونا بحديث الزهري عن عروة عن عائشة في الكسوف».
قال الدَّارَقُطِنيُّ في «كتاب الإخوة» روَى عن النبي مراسيل، وروَى كثير أيضًا عن أبي بكر، وعُمر، وعثمان، والحجاج بن عمرو بن غَزيَّة الأنصاري، وأبوه العباس بن عبد المطلب، وأخوه عبد الله بن عباس، وروى عنه محمد بن شهاب الزُّهرِيُّ، وعبد الرحمن بن هرمز الأعرج، ومسلم بن جندب الهذلي، وجعفر بن أبي كثير الأنصاري، وجعفر بن كثير السهمي، وأبو الأصبغ السلمي، والعباس بن كثير بن العباس. وكان رجلًا فقيهًا صالحًا ثقة قليل الحديث.
قال ابْنُ حِبَّانَ: مات بالمدينة في خلافة عبد الملك بن مروان. وقال محمد صادق الكرباسي: توفي في المدينة في عهد عبد الملك ابن مروان الأموي (رمضان 65 - 86/10/15هـ). وقال الطبري: مات كثير بينبع بالذبحة. وقال ابن قدامة: مات بينبع. وقيل بأن وفاته كانت بعد عام 65 هـ. وذكر البلاذري أن كثير كتب على كفنه الذي أمر أن يكفن فيه: كثير ابن العباس يشهد أن لا إله إلا الله وحده لا شريك له وأن محمدا عبده ورسوله. 
وتزوج كثير بن العباس من أم كلثوم الصغرى بنت علي بن أبي طالب، وذكر محمد صادق الكرباسي بأن أم كلثوم أنجبت لكثير: نفيسة بنت كثير. وقال البلاذري: «وولد لكثير الحسن بن كثير، درج، وقال بعضهم: ولد له يحيى، أمه أم كلثوم الصغرى بنت علي بن أبي طالب فدرج». وقيل أيضًا بأن له ولد يسمى بـالعباس.